# Anelaphus cerussatus
Anelaphus cerussatus es una especie de escarabajo longicornio del género Anelaphus, categorizada en la tribu Elaphidiini, de la subfamilia Cerambycinae.
Mide 11,3-13,6 mm de longitud. El período de vuelo para ejemplares adultos se presenta durante los meses de enero, febrero, octubre, noviembre y diciembre.
En el museo de Zoología de la Universidad de São Paulo se encuentra un ejemplar de la especie bien conservado.

## Taxonomía
Se atribuye su descripción al botánico y entomólogo de origen inglés Edward Newman, quien la citó por primera vez en 1841. La especie aparece registrada en la sección Entomological Notes de The Entomologist, London 7: 110–112, publicada por Newman Edward en 1841.

## Distribución
Se distribuye por América del Sur, en Argentina, Bolivia, Paraguay y Venezuela.